# Transactions of the Linnean Society of London
Transactions of the Linnean Society of London (abreviado Trans. Linn. Soc. London) fue una revista ilustrada con descripciones botánicas que fue editada por la Sociedad Linneana de Londres. Fue publicada desde el año 1791 al 1875. Desde el año 1970 tiene el nombre de Biological Journal of the Linnean Society.